# Distretto di Qarasai
Il distretto di Qarasai (in kazako Қарасай ауданы?) è un distretto (audan) del Kazakistan con  capoluogo Qaskeleñ.